# Textualismus
Als Textualismus (Englisch Textualism) wird, insbesondere im Verfassungsrecht der Vereinigten Staaten, die Denkschule bezeichnet, die eine wortgetreue Auslegung von Verfassung und Gesetzen befürwortet. Sie lehnt die Einbeziehung eines dokumentierten Entstehungsprozesses und zeitgleicher Kommentare wie z. B. die Federalist Papers (Föderalistenartikel), die bis heute als authentische Verfassungskommentare der Generation der Gründerväter gelten, ab. Strikter Textualismus kann weder dem Konservatismus noch dem Liberalismus zugerechnet werden, da er unabhängig von Ideologien nur dem Text treu bleibt (dagegen lehnten in der Bundesrepublik Deutschland anfangs gerade konservative Juristen eine wortgetreue Auslegung des Satzes „Männer und Frauen sind gleichberechtigt“ in Artikel 3 GG ab, vgl. Gleichberechtigungsgesetz und § 175 StGB).
Bei der Handhabung des Wortlauts sind die Anhänger des Textualismus gespalten. Während die einen die Bedeutung des Wortlauts auf die Verwendung der englischen Sprache zur Zeit der Ausarbeitung beziehen, sprechen sich die anderen für eine Auslegung nach Maßgabe des Englischen aus, wie es heute verwendet wird. Textualismus wird oft fälschlicherweise mit Originalismus in Verbindung gebracht.

## Deutung
Textualismus ist eine formalistische Theorie, in der die Auslegung von Verfassung und Gesetzen in erster Linie auf der gewöhnlichen Bedeutung des Rechtstextes basiert, wobei nicht-textuelle Quellen, wie die Absicht des Gesetzgebers bei der Verabschiedung, das zu behebende Problem, oder Fragen zur Gerechtigkeit oder Richtigkeit eines Gesetzes nicht berücksichtigt werden.
Textualismus wurde von Richtern des Obersten Gerichtshofs der Vereinigten Staaten wie Hugo Black und Antonin Scalia befürwortet. Letzterer erklärte in seiner Tanner Lecture von 1997 „[es] ist das Gesetz, das regiert, nicht die Absicht des Gesetzgebers.“ Oliver Wendell Holmes, Jr., obwohl er selbst kein Textualist war, hat diese Philosophie und ihre Ablehnung des Intentionalismus gut erfasst: „Wir fragen nicht, was dieser Mann meinte (als er dies Gesetz verabschiedete), sondern was diese Worte im Mund eines gewöhnlichen Englisch-Sprechers bedeuten würden, wenn er sie unter den Umständen verwendet, unter denen sie (damals) verwendet wurden … Wir fragen nicht, was der Gesetzgeber gemeint hat, wir fragen nur, was die Gesetze bedeuten.“
Laut Oxford English Dictionary wurde das Wort „Textualismus“ erstmals 1863 von Mark Pattison (1813–1884) in einer Kritik der puritanischen Theologie verwendet. Der Richter Robert H. Jackson verwendete das Wort „Textualismus“ erstmals fast ein Jahrhundert später in der Entscheidung des Obersten Gerichtshofs in Youngstown Sheet & Tube Co. v. Sawyer (1952), obwohl er es aber nicht in der strikten heutigen Interpretation benutzte.

## Kritik
Textualismus wird als „biegsam und manipulierbar“ kritisiert, da er keine wirkliche Methode, sondern nur eine generische Bezeichnung für ungenaue und umstrittene Ansätze sei, die in zahlreichen Varianten existierten, keine strengen und standardmäßigen Interpretationsregeln hätten, und selbst unter ihren stärksten Befürwortern grundlegende Meinungsverschiedenheiten hervorriefen.
Die konservativen Richter demonstrierten dies eindrucksvoll in ihrer Entscheidung in Bostock v. Clayton County (2020), wo sie sich scharf stritten. Richter Neil Gorsuch schrieb in der Mehrheitsentscheidung, dass er sich auf Textualismus verlasse, während die Richter Samuel Alito und Brett Kavanaugh seine Argumentation als widersprüchlich zu ihren eigenen Versionen des Textualismus zurückwiesen. Der von Alito beklagte Textualismus von Gorsuch sei wie ein „Piratenschiff, das unter einer falschen Flagge segele“. Gorsuch schrieb, dass Diskriminierung aufgrund sexueller Orientierung oder geschlechtlicher Identität eine Diskriminierung „aufgrund des Geschlechts“ (but for sex) ist, wie sie durch Artikel VII des Civil Rights Act of 1964 verboten ist. In seiner streng textualistischen Analyse ist dies der Fall, weil Arbeitgeber, die schwule oder transsexuelle Arbeitnehmer diskriminieren, ein bestimmtes Verhalten (z. B. Anziehung zu Frauen) bei Arbeitnehmern des einen Geschlechts akzeptieren, nicht aber bei Arbeitnehmern des anderen Geschlechts. Die nicht zustimmenden Richter beschuldigten nun die Richter der Mehrheitsmeinung, vom Richterstuhl aus ein Ergebnis zu verfassen, das die Gesetzgeber von 1964 weder gewollt hätten, noch vorhersehen konnten.